# Asconi
Vinaria Asconi este o companie producătoare de produse vinicole din Republica Moldova. Compania deține circa 400 ha viță de vie situate in preajma satului Geamăna, Anenii Noi. Soiurile cultivate acolo sunt Merlot, Cabernet-Sauvignon, Sauvignon Blanc, Chardonnay și Muscat Ottonel.